# L'ultima cospirazione
L'ultima cospirazione (The Templar Legacy) è il primo libro della saga riguardante Cotton Malone, personaggio inventato dallo scrittore Steve Berry.

## Trama
Cotton Malone, ex agente operativo del dipartimento di Giustizia americano, si è da tempo lasciato alle spalle una vita fatta di pericoli e agguati e ha deciso di trasferirsi a Copenaghen, dove gestisce una libreria antiquaria. Un'esistenza tranquilla, che però viene sconvolta quando il suo ex superiore, Stephanie Nelle, giunta in Danimarca per una breve vacanza, cade vittima di uno scippo e il ladro, poco dopo, muore in circostanze misteriose. Malone allora segue Stephanie a un'asta di libri antichi e lì scopre la ragione del viaggio della donna: acquistare un volume, apparentemente senza valore, che tuttavia viene aggiudicato a qualcun altro, disposto a pagare una cifra esorbitante per impadronirsene. A questo punto, Stephanie è costretta a rivelare a Malone la verità: sta ricostruendo una catena di indizi rinvenuti dal marito, uno studioso di esoterismo morto alcuni anni prima, e quel libro è la tessera fondamentale di un puzzle che potrebbe risolvere il mistero del paesino francese di Rennes-le-Château e, di conseguenza, del mitico tesoro scomparso dei Cavalieri Templari. Ma è ormai ovvio che Stephanie non è l'unica a voler far luce sull'enigma che circonda il luogo in cui sarebbero custoditi numerosi testi segreti, proibiti dalla Chiesa, e immense ricchezze. Lo dimostrano la spirale d'intrighi e di morte che si dipana all'istante intorno a lei e a Malone, e che sembra aver origine proprio da un'antica cospirazione legata ai Templari.

## Edizioni in italiano
- Steve Berry, L'ultima cospirazione: romanzo, trad. di Gianluigi Zuddas, Nord, Milano 2006 ISBN 88-429-1453-3
- Steve Berry, L'ultima cospirazione: romanzo, traduzione di Gianluigi Zuddas, SuperPocket, Milano 2006
- Steve Berry, L'ultima cospirazione: romanzo, traduzione di Gianluigi Zuddas, TEA, Milano 2007 ISBN 978-88-502-1516-4
- Steve Berry, L'ultima cospirazione, trad. di Gianluigi Zuddas, Best thriller 127; Superpocket, Milano 2008 ISBN 978-88-462-1003-6
- Steve Berry, L'ultima cospirazione: romanzo, traduzione di Gianluigi Zuddas, TEA, Milano 2009 ISBN 978-88-502-1516-4
- Steve Berry, L'ultima cospirazione: romanzo, traduzione di Gianluigi Zuddas, TEA, Milano 2014 ISBN 978-88-502-3610-7
- Steve Berry, L'ultima cospirazione: romanzo, traduzione di Gianluigi Zuddas, TEA, Milano 2019 ISBN 978-88-502-5501-6